# جيري أوسوليفان
جيري أوسوليفان (بالإنجليزية: Jerry O'Sullivan)‏ هو لاعب قذف أيرلندي، ولد في 1940 في Blackpool, Cork ‏ في جمهورية أيرلندا، وتوفي في 1985.